# Claude Chevalley

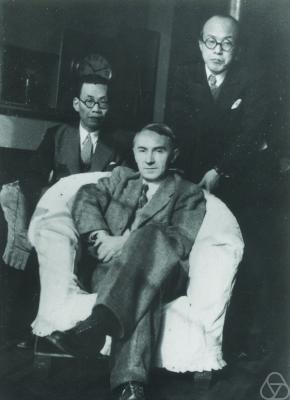
Claude Chevalley (in het midden), met Yasuo Akizuki en Akira Kobori

Claude Chevalley (Johannesburg, Zuid-Afrika, 11 februari 1909 –  Parijs, 28 juni 1984) was een Frans wiskundige, die een belangrijke bijdrage leverde aan de getaltheorie, de algebraïsche meetkunde, de klassenveldtheorie, de eindige groepentheorie en de theorie van de algebraïsche groepen. Hij was een van de grondleggers van de Bourbaki-groep.

## Werk
In zijn proefschrift leverde Chevalley een belangrijke bijdrage aan de technische ontwikkeling van de klassenveldtheorie. Hij maakte een gebruik van L-functies overbodig en verving dit door een algebraïsche methode. Op dat moment was het gebruik van groepscohomologie impliciet, gehuld in de taal van centrale enkelvoudige algebra's. In de inleiding van André Weils Basic Number Theory schreef Weil dat hij dit idee had overgenomen uit een onuitgegeven manuscript door Chevalley.
Rond 1950 schreef Chevalley een driedelige verhandeling over Lie-groepen. Een paar jaar later publiceerde hij het werk, waarvoor hij het best wordt herinnerd; zijn onderzoek naar wat nu Chevalley-groepen worden genoemd. Chevalley-groepen vormen 9 van de 18 families van eindige enkelvoudige groepen.